# Andrew Martin (Badminton)
Andrew Martin (* 19. Juli 1987) ist ein englischer Badmintonspieler. Er startet im Parabadminton in der Startklasse SH6 im Einzel, Doppel und Mixed.

## Sportliche Laufbahn
Andrew Martin gewann 2008, 2010 und 2012 bei den Badminton-Europameisterschaften für Behinderte Gold im Doppel. 2012 in Dortmund gewann er im Mixed mit Rachel Choong ebenfalls Gold, und Silber im Einzel. Er gewann bei der Badminton-Weltmeisterschaft für Behinderte 2013 in Dortmund Gold im Mixed und eine Silbermedaille im Einzel. 2014 bei der Badminton-Europameisterschaft für Behinderte in Murcia gewann Martin eine Goldmedaille im Einzel und im Doppel Silber. Bei der Heim-WM 2015 in Stoke Mandeville gewann er im Mixed mit Choong die Goldmedaille sowie im Einzel und im Doppel Silber. Die EM 2016 in Beek brachte für Martin Gold mit Choong im Mixed und Bronze im Einzel. Bei der WM 2017 im südkoreanischen Ulsan gewann Martin mit Rachel Choong den Titel im Mixed, im Einzel schied er im Achtelfinale und im Doppel mit Miles Krajewski in der Gruppenphase aus. 2018 bei der EM in Rodez gewann Martin im Einzel Bronze, im Doppel Silber und im Mixed Gold. Die Badminton-Weltmeisterschaft für Behinderte 2019 in Basel brachte für Martin Gold im Doppel mit Rachel Choong und Bronze im Doppel mit dem Franzosen Fabien Morat.